# Ghostwire: Tokyo
Ghostwire: Tokyo (ゴーストワイヤー：東京, Gōsutowaiyā: Tōkyō) é um jogo eletrônico de ação-aventura em primeira pessoa desenvolvido pela Tango Gameworks e publicado pela Bethesda Softworks. O jogo foi lançado em 25 de março de 2022 como um exclusivo de um ano para Microsoft Windows e PlayStation 5, sendo posteriormente lançado para Xbox Series X/S em 12 de abril de 2023.

## Jogabilidade
Ghostwire: Tokyo é um jogo de ação-aventura jogado em uma perspectiva em primeira pessoa. O jogador pode usar várias habilidades psíquicas e paranormais para derrotar fantasmas e espíritos que assombram Tóquio. O diretor de combate Shinichiro Hara descreveu o combate como "karatê encontra magia", já que o personagem principal utiliza movimentos de mão inspirados no Kuji-kiri para lançar feitiços. Quando um inimigo perde a maior parte de sua vida, seu núcleo fica exposto e o jogador pode destruí-lo, derrotando o espirito.

## Enredo
Quase todos os cidadãos de Tóquio desapareceram misteriosamente, e espíritos de outro mundo (conhecidos como Visitantes) invadiram a cidade. Akito, o protagonista do jogo, é possuído por um detetive espiritual chamado KK, que lhe concede poderes sobrenaturais. Enquanto Akito combate os espíritos que assombram a cidade, ele encontra um grupo usando máscaras Hannya que podem desvendar o mistério por trás dos estranhos eventos em Tóquio.

## Desenvolvimento e lançamento
Em junho de 2019, durante a coletiva de imprensa da Bethesda Softworks na E3 2019, Shinji Mikami e a diretora criativa Ikumi Nakamura anunciaram Ghostwire: Tokyo, um jogo de ação-aventura com elementos de terror. Nakamura mais tarde renunciou à Tango Gameworks em setembro de 2019, deixando o estúdio após nove anos. Ao contrário de The Evil Within e The Evil Within 2, Ghostwire: Tokyo é principalmente um jogo de ação e aventura em vez de um survival horror, embora o jogo ainda mantenha alguns temas e elementos de terror. Shinichiro Hara, que trabalhou no combate de Doom juntou-se para ajudar a equipe a criar o combate orientado para a ação do jogo. Segundo ele, o combate do jogo, que foi amplamente inspirado em Kuji-kiri e artes marciais, permitiu que a equipe "colocasse muito mais movimento e personalidade na ação do jogador, pois as mãos do jogador são extensões orgânicas do personagem". O jogo foi lançado para PlayStation 5 e Microsoft Windows em 25 de março de 2022.
Em 21 de setembro de 2020, a empresa-mãe da Bethesda Softworks, ZeniMax Media e Microsoft anunciaram a intenção da Microsoft de comprar a ZeniMax e seus estúdios, por 7,5 bilhões de dólares, incorporando os estúdios como parte da Xbox Game Studios, com a venda finalizada em 9 de março de 2021. O chefe da Xbox Game Studios, Phil Spencer, disse que este acordo não afetaria o lançamento exclusivo de console de Ghostwire: Tokyo no PlayStation 5, e que o jogo permaneceria exclusivo nele por um ano antes de chegar em outros consoles.

## Recepção
Ghostwire: Tokyo recebeu "críticas geralmente favoráveis" de acordo com o agregador de resenhas Metacritic.